# Джеймс Ворд (тенісист)
Джеймс Ворд (англ. James Ward; нар. 9 лютого 1987) — колишній британський тенісист.
Найвищу одиночну позицію світового рейтингу — 89 місце досяг 13 липня 2015, парну — 233 місце — 29 серпня 2011 року.
Найвищим досягненням на турнірах Великого шолома було 3 коло в одиночному розряді.
Завершив кар'єру 2021 року.

## Досягнення
| W | Ф | ПФ | ЧФ | #Р | КТ | К# | DNQ | A | NH |

### Одиночний розряд
| Турнір                                 | 2007 | 2008 | 2009 | 2010 | 2011 | 2012 | 2013 | 2014 | 2015 | 2016 | 2017 | 2018 | 2019 | 2020 | 2021 | SR     | В-П   |
| -------------------------------------- | ---- | ---- | ---- | ---- | ---- | ---- | ---- | ---- | ---- | ---- | ---- | ---- | ---- | ---- | ---- | ------ | ----- |
| Турніри Великого шлему                 |      |      |      |      |      |      |      |      |      |      |      |      |      |      |      |        |       |
| Відкритий чемпіонат Австралії з тенісу |      |      | К1р  | К2р  | К1р  | 1р   | К3р  | К1р  | 1р   | К2р  |      |      | К2р  |      |      | 0 / 2  | 0–2   |
| Відкритий чемпіонат Франції з тенісу   |      |      |      | К1р  | К1р  | К1р  |      | 1р   | К2р  | К1р  |      |      | К1р  |      |      | 0 / 1  | 0–1   |
| Вімблдонський турнір                   | К1р  |      | 1р   |      | 1р   | 2р   | 1р   | 1р   | 3р   | 1р   | 1р   | К3р  | 1р   | NH   |      | 0 / 9  | 3–9   |
| Відкритий чемпіонат США з тенісу       |      |      | К1р  |      | К1р  | К1р  | К3р  | К3р  | 1р   | К1р  |      |      | К2р  |      |      | 0 / 1  | 0–1   |
| В-П                                    | 0–0  | 0–0  | 0–1  | 0–0  | 0–1  | 1–2  | 0–1  | 0–2  | 2–3  | 0–1  | 0–1  | 0–0  | 0–1  | 0–0  | 0–0  | 0 / 13 | 3–13  |
| Виступи за країну                      |      |      |      |      |      |      |      |      |      |      |      |      |      |      |      |        |       |
| Кубок Девіса                           |      |      |      | Z2   | Z2   | Z1   | PO   | ЧФ   | П    | ПФ   |      |      |      | NH   |      | 1 / 3  | 10–11 |
| Загальна статистика                    |      |      |      |      |      |      |      |      |      |      |      |      |      |      |      |        |       |
| Турніри                                | 1    | 2    | 3    | 4    | 4    | 4    | 3    | 10   | 10   | 3    | 2    | 0    | 3    | 0    | 1    | 50     | 50    |
| Разом виграшів–поразок                 | 0–1  | 0–2  | 1–3  | 5–5  | 8–5  | 1–6  | 1–4  | 5–12 | 4–12 | 0–5  | 0–2  | 0–0  | 0–3  | 0–0  | 0–1  | 25–61  | 25–61 |
| Рейтинг на кінець року                 | 558  | 280  | 270  | 201  | 162  | 250  | 161  | 107  | 156  | 444  | 843  | 186  | 318  | 291  | 391  | 29%    | 29%   |

### Парний розряд
| Турнір                                 | 2007 | 2008 | 2009 | 2010 | 2011 | 2012 | 2013 | 2014 | 2015 | 2016 | 2017 | 2018 | 2019 | 2020 | 2021 | SR    | В-П |
| -------------------------------------- | ---- | ---- | ---- | ---- | ---- | ---- | ---- | ---- | ---- | ---- | ---- | ---- | ---- | ---- | ---- | ----- | --- |
| Турніри Великого шлему                 |      |      |      |      |      |      |      |      |      |      |      |      |      |      |      |       |     |
| Відкритий чемпіонат Австралії з тенісу |      |      |      |      |      |      |      |      |      |      |      |      |      |      |      | 0 / 0 | 0–0 |
| Відкритий чемпіонат Франції з тенісу   |      |      |      |      |      |      |      |      |      |      |      |      |      |      |      | 0 / 0 | 0–0 |
| Вімблдонський турнір                   | К1р  |      | 2р   |      | 1р   | 1р   |      | 1р   | 1р   | 1р   |      |      | 1р   | NH   | 1р   | 0 / 8 | 1–8 |
| Відкритий чемпіонат США з тенісу       |      |      |      |      |      |      |      |      |      |      |      |      |      |      |      | 0 / 0 | 0–0 |
| В-П                                    | 0–0  | 0–0  | 1–1  | 0–0  | 0–1  | 0–1  | 0–0  | 0–1  | 0–1  | 0–1  | 0–0  | 0–0  | 0–1  | 0–0  | 0–1  | 0 / 8 | 1–8 |

## Фінали ATP Челленджерів і ITF Ф'ючерсів

### Одиночний розряд: 19 (9–10)
| Легенда               |
| --------------------- |
| ATP Челленджери (4–8) |
| ITF Ф'ючерс (5–2)     |

| Фінали за покриттям |
| ------------------- |
| Тверде (5–9)        |
| Ґрунт (3–1)         |
| Трава (1–0)         |

| Результат | В-П  | Дата     | Турнір                        | Рівень     | Покриття   | Суперник                 | Рахунок            |
| --------- | ---- | -------- | ----------------------------- | ---------- | ---------- | ------------------------ | ------------------ |
| Перемога  | 1–0  | Лип 2008 | Іспанія F28, Денія            | Ф'ючерс    | Ґрунт      | Пабло Мартін-Адалія      | 7–6(7–1), 7–6(7–4) |
| Поразка   | 1–1  | Вер 2008 | Іспанія F36, Мартос (Хаен)    | Ф'ючерс    | Тверде     | Роберто Баутіста Аґут    | 6–3, 3–6, 2–6      |
| Перемога  | 2–1  | Жов 2008 | Франція F20, Родез            | Ф'ючерс    | Тверде (i) | Гільєрмо Алькайде        | 6–3, 6–4           |
| Поразка   | 2–2  | Лис 2008 | ОАЕ F2, Ель-Фуджайра          | Ф'ючерс    | Тверде     | Філіп Прпіч              | 6–7(5–7), 1–6      |
| Перемога  | 3–2  | Тра 2009 | Сарасота, США                 | Челленджер | Ґрунт      | Карстен Болл             | 7–6(7–4), 4–6, 6–3 |
| Перемога  | 4–2  | Лип 2010 | Велика Британія F8, Манчестер | Ф'ючерс    | Трава      | Джеймі Бейкер            | 6–2, 7–6(7–5)      |
| Перемога  | 5–2  | Вер 2010 | Іспанія F31, Сантандер        | Ф'ючерс    | Ґрунт      | Гільєрмо Оласо           | 7–5, 6–4           |
| Поразка   | 5–3  | Лип 2011 | Lexington Challenger, США     | Челленджер | Тверде     | Вейн Одеснік             | 5–7, 4–6           |
| Перемога  | 6–3  | Сер 2011 | Ванкувер, Канада              | Челленджер | Тверде     | Роббі Джінепрі           | 7–5, 6–4           |
| Перемога  | 7–3  | Кві 2012 | Китайський Тайбей F2, Гаосюн  | Ф'ючерс    | Тверде     | Хірокі Морія             | 7–5, 7–6(7–3)      |
| Поразка   | 7–4  | Лют 2013 | Аделаїда, Австралія           | Челленджер | Тверде     | Меттью Бартон            | 6–2, 6–3           |
| Поразка   | 7–5  | Тра 2013 | Аньнін, КНР                   | Челленджер | Ґрунт      | Мартон Фучович           | 7–5, 3–6, 6–3      |
| Перемога  | 8–5  | Лип 2013 | Lexington, US                 | Челленджер | Тверде     | Джеймс Дакворт           | 4–6, 6–3, 6–4      |
| Поразка   | 8–6  | Лип 2014 | Lexington, US                 | Челленджер | Тверде     | James Duckworth          | 3–6, 4–6           |
| Поразка   | 8–7  | Лис 2014 | Traralgon, Австралія          | Челленджер | Тверде     | Джон Міллман             | 4–6, 1–6           |
| Перемога  | 9–7  | Жов 2015 | Бенгалуру, Індія              | Челленджер | Тверде     | Адріан Менендес Масейрас | 6–2, 7–5           |
| Поразка   | 9–8  | Тра 2018 | Лафборо, Велика Британія      | Челленджер | Тверде (i) | Хірокі Морія             | 2–6, 5–7           |
| Поразка   | 9–9  | Сер 2018 | Цзінань, КНР                  | Челленджер | Тверде     | Олексій Попирин          | 6–3, 1–6, 5–7      |
| Поразка   | 9–10 | Січ 2020 | Ренн, Франція                 | Челленджер | Тверде (i) | Артур Рендеркнек         | 5–7, 4–6           |

### Парний розряд: 6 (3–3)
| Легенда               |
| --------------------- |
| ATP Челленджери (2–2) |
| ITF Ф'ючерс (1–1)     |

| Фінали за покриттям |
| ------------------- |
| Тверде (1–2)        |
| Ґрунт (1–0)         |
| Трава (0–0)         |
| Килим (1–1)         |

| Результат | В-П | Дата     | Турнір                    | Рівень     | Покриття  | Партнер         | Суперники                      | Рахунок          |
| --------- | --- | -------- | ------------------------- | ---------- | --------- | --------------- | ------------------------------ | ---------------- |
| Поразка   | 1–0 | Чер 2006 | Іспанія F18, Тенерифе     | Ф'ючерс    | Килим     | Тоні Гольцінґер | Жан-Франсуа Башло Ніколя Турт  | 4–6, 1–6         |
| Перемога  | 1–1 | Сер 2008 | Нью-Делі, Індія           | Челленджер | Тверде    | Джошуа Гудолл   | Івамі Тасуку Кондо Хірокі      | 6–4, 6–1         |
| Перемога  | 2–1 | Лют 2009 | Німеччина F4, Меттман     | Ф'ючерс    | Килим (i) | Джошуа Гудолл   | Микола Фідірко Ніл Поффлі      | 4–6, 6–0, [10–4] |
| Перемога  | 3–1 | Тра 2010 | Саванна, США              | Челленджер | Ґрунт     | Джеймі Бейкер   | Боббі Рейнольдс Фріц Волмаранс | 6–3, 6–4         |
| Поразка   | 3–2 | Кві 2011 | Таллахассі, США           | Челленджер | Тверде    | Ґо Соеда        | Вашек Поспішил Боббі Рейнольдс | 2–6, 4–6         |
| Поразка   | 3–3 | Лип 2011 | Lexington Challenger, США | Челленджер | Тверде    | Майкл Яні       | Джордан Керр Девід Мартін      | 3–6, 4–6         |

## Гра за національну збірну

### Кубок Девіса: 21 (10–11)
| Участь у матчах груп |
| -------------------- |
| Світова група (2–6)  |
| Група I (1–3)        |
| Група II (7–2)       |

| Матчів за покриттям |
| ------------------- |
| Тверде (7–6)        |
| Ґрунт (1–4)         |
| Трава (2–1)         |

| Матчів за розрядом       |
| ------------------------ |
| Одиночний розряд (10–11) |
| Парний розряд (0–0)      |

| Матчів by venue     |
| ------------------- |
| Great Britain (8–6) |
| За кордоном (2–5)   |

- ▲ ▼ позначає результат матчу на Кубок Девіса, після чого вказано дату, місце проведення і тип покриття тенісного корту.

| Rubber outcome | Ранг                                                                                               | Rubber                                                                                             | Тип матчу (партнер, якщо є)                                                                        | Країна-суперниця                                                                                   | Гравець(вці)-суперник(и)                                                                           | Рахунок                                                                                            |
| ▼2–3; 5–7 березня 2010; SEB Arena, Вільнюс, Литва; перший раунд Групи II Європа/Африка; тверде (з)                 | ▼2–3; 5–7 березня 2010; SEB Arena, Вільнюс, Литва; перший раунд Групи II Європа/Африка; тверде (з) | ▼2–3; 5–7 березня 2010; SEB Arena, Вільнюс, Литва; перший раунд Групи II Європа/Африка; тверде (з) | ▼2–3; 5–7 березня 2010; SEB Arena, Вільнюс, Литва; перший раунд Групи II Європа/Африка; тверде (з) | ▼2–3; 5–7 березня 2010; SEB Arena, Вільнюс, Литва; перший раунд Групи II Європа/Африка; тверде (з) | ▼2–3; 5–7 березня 2010; SEB Arena, Вільнюс, Литва; перший раунд Групи II Європа/Африка; тверде (з) | ▼2–3; 5–7 березня 2010; SEB Arena, Вільнюс, Литва; перший раунд Групи II Європа/Африка; тверде (з) |
| --- | -------------------------------------------------------------------------------------------------- | -------------------------------------------------------------------------------------------------- | -------------------------------------------------------------------------------------------------- | -------------------------------------------------------------------------------------------------- | -------------------------------------------------------------------------------------------------- | -------------------------------------------------------------------------------------------------- |
| Перемога | 1.                                                                                                 | II                                                                                                 | Одиночний розряд                                                                                   | Литва                                                                                              | Лауринас Грігеліс                                                                                  | 6–4, 6–2, 6–4                                                                                      |
| Поразка | 2.                                                                                                 | IV                                                                                                 | Одиночний розряд                                                                                   | Литва                                                                                              | Річардас Беранкіс                                                                                  | 6–7(4–7), 3–6, 4–6                                                                                 |
| ▲5–0; 9–11 липня 2010; Devonshire Park, Істборн, Велика Британія; плей-оф на вибуття Групи II Європа/Африка; трава | | | | | | |
| Перемога | 3.                                                                                                 | II                                                                                                 | Одиночний розряд                                                                                   | Туреччина                                                                                          | Марсель Їльхан                                                                                     | 6–2, 7–5, 6–7(0–7), 6–1                                                                            |
| Перемога | 4.                                                                                                 | V (Матч без турнірного значення)                                                                   | Одиночний розряд                                                                                   | Туреччина                                                                                          | Ерґюн Зорлу                                                                                        | 6–1, 6–3                                                                                           |
| ▲4–1; 4–6 березня 2011; Bolton Arena, Болтон, Велика Британія; перший раунд Групи II Європа/Африка; тверде (з)     | | | | | | |
| Перемога | 5.                                                                                                 | II                                                                                                 | Одиночний розряд                                                                                   | Туніс                                                                                              | Sami Ghorbel                                                                                       | 6–0, 6–2, 6–0                                                                                      |
| Перемога | 6.                                                                                                 | IV                                                                                                 | Одиночний розряд                                                                                   | Туніс                                                                                              | Малік Джазірі                                                                                      | 3–6, 6–3, 3–6, 6–3, 8–6                                                                            |
| ▲4–1; 8–10 липня 2011; Braehead Arena, Глазго, Велика Британія; чвертьфінал Групи II Європа/Африка; тверде (з)     | | | | | | |
| Поразка | 7.                                                                                                 | I                                                                                                  | Одиночний розряд                                                                                   | Люксембург                                                                                         | Жіль Мюллер                                                                                        | 2–6, 6–7(4–7), 1–6                                                                                 |
| Перемога | 8.                                                                                                 | V (Матч без турнірного значення)                                                                   | Одиночний розряд                                                                                   | Люксембург                                                                                         | Mike Vermeer                                                                                       | 6–1, 6–3                                                                                           |
| ▲5–0; 16–18 вересня 2011; Braehead Arena, Глазго, Велика Британія; півфінал Групи II Європа/Африка; тверде (з)     | | | | | | |
| Перемога | 9.                                                                                                 | I                                                                                                  | Одиночний розряд                                                                                   | Угорщина                                                                                           | Аттіла Балаж                                                                                       | 6–4, 6–4, 4–6, 6–4                                                                                 |
| ▲3–2; 10–12 лютого 2012; Braehead Arena, Глазго, Велика Британія; перший раунд Групи I Європа/Африка; тверде (з)   | | | | | | |
| Поразка | 10.                                                                                                | II                                                                                                 | Одиночний розряд                                                                                   | Словаччина                                                                                         | Мартін Кліжан                                                                                      | 2–6, 6–4, 4–6, 6–7(3–7)                                                                            |
| Поразка | 11.                                                                                                | IV                                                                                                 | Одиночний розряд                                                                                   | Словаччина                                                                                         | Лукаш Лацко                                                                                        | 6–7(6–8), 1–6, 3–6                                                                                 |
| ▲3–2; 10–12 лютого 2013; Ріко Арена, Ковентрі, Велика Британія; чвертьфінал Групи I Європа/Африка; тверде (з)      | | | | | | |
| Поразка | 12.                                                                                                | II                                                                                                 | Одиночний розряд                                                                                   | Росія                                                                                              | Євген Донской                                                                                      | 6–4, 6–4, 3–6, 5–7, 6–8                                                                            |
| Перемога | 13.                                                                                                | IV                                                                                                 | Одиночний розряд                                                                                   | Росія                                                                                              | Дмитро Турсунов                                                                                    | 6–4, 5–7, 5–7, 6–4, 6–4                                                                            |
| ▲3–1; 31 січня – 2 лютого 2014; Petco Park, Сан-Дієго, Каліфорнія, США; перший раунд Світової групи; ґрунт         | | | | | | |
| Перемога | 14.                                                                                                | II                                                                                                 | Одиночний розряд                                                                                   | Сполучені Штати                                                                                    | Сем Кверрі                                                                                         | 1–6, 7–6(7–3), 3–6, 6–4, 6–1                                                                       |
| ▼2–3; 4–6 квітня 2014; Tennis Club Napoli, Неаполь, Італія; чвертьфінал Світової групи; ґрунт                      | | | | | | |
| Поразка | 15.                                                                                                | I                                                                                                  | Одиночний розряд                                                                                   | Італія                                                                                             | Фабіо Фоніні                                                                                       | 4–6, 6–2, 4–6, 1–6                                                                                 |
| Поразка | 16.                                                                                                | V                                                                                                  | Одиночний розряд                                                                                   | Італія                                                                                             | Андреас Сеппі                                                                                      | 4–6, 3–6, 4–6                                                                                      |
| ▲3–2; 6–8 березня 2015; Commonwealth Arena, Глазго, Велика Британія; перший раунд Світової групи; тверде (з)       | | | | | | |
| Перемога | 17.                                                                                                | II                                                                                                 | Одиночний розряд                                                                                   | Сполучені Штати                                                                                    | Джон Ізнер                                                                                         | 6–7(5–7), 5–7, 6–3, 7–6(7–3), 15–13                                                                |
| Поразка | 18.                                                                                                | V (Матч без турнірного значення)                                                                   | Одиночний розряд                                                                                   | Сполучені Штати                                                                                    | Доналд Янг                                                                                         | 7–5, 0–1 ret.                                                                                      |
| ▲3–1; 17–19 липня 2015; Queen's Club, Лондон, Велика Британія; чвертьфінал Світової групи; трава                   | | | | | | |
| Поразка | 19.                                                                                                | I                                                                                                  | Одиночний розряд                                                                                   | Франція                                                                                            | Жиль Сімон                                                                                         | 4–6, 4–6, 1–6                                                                                      |
| ▲3–2; 15–17 липня 2016; Tašmajdan Sports Center, Белград, Сербія; чвертьфінал Світової групи; ґрунт                | | | | | | |
| Поразка | 20.                                                                                                | II                                                                                                 | Одиночний розряд                                                                                   | Сербія                                                                                             | Душан Лайович                                                                                      | 1–6, 3–6, 2–6                                                                                      |
| Поразка | 21.                                                                                                | V (Матч без турнірного значення)                                                                   | Одиночний розряд                                                                                   | Сербія                                                                                             | Янко Типсаревич                                                                                    | 2–6, 6–3, 5–7                                                                                      |